# Allium hemisphaericum
Allium hemisphaericum là một loài thực vật có hoa trong họ Amaryllidaceae. Loài này được (Sommier) Brullo mô tả khoa học đầu tiên năm 1988.